# Екијанс ет Сен Жист де Белангар
Екијанс ет Сен Жист де Белангар (фр. Escueillens-et-Saint-Just-de-Bélengard) насеље је и општина у јужној Француској у региону Лангдок-Русијон, у департману Од која припада префектури Лиму.
По подацима из 2011. године у општини је живело 183 становника, а густина насељености је износила 16,34 становника/km². Општина се простире на површини од 11,2 km². Налази се на средњој надморској висини од 328 метара (максималној 520 m, а минималној 285 m).

## Демографија
| 1962. | 1968. | 1975. | 1982. | 1990. | 1999. | 2011. |
| ----- | ----- | ----- | ----- | ----- | ----- | ----- |
| 274   | 221   | 168   | 158   | 140   | 140   | 183   |

График промене броја становника у току последњих година